# Ліндсей (Оклахома)
Ліндсей (англ. Lindsay) — місто (англ. city) в США, в окрузі Гарвін штату Оклахома. Населення — 2864 особи (2020).

## Географія
Ліндсей розташований за координатами 34°50′23″ пн. ш. 97°36′38″ зх. д. / 34.83972° пн. ш. 97.61056° зх. д. (34.839743, -97.610485).  За даними Бюро перепису населення США в 2010 році місто мало площу 6,04 км², з яких 6,02 км² — суходіл та 0,02 км² — водойми.

### Клімат
| Клімат : Ліндсей      | Клімат : Ліндсей | Клімат : Ліндсей | Клімат : Ліндсей | Клімат : Ліндсей | Клімат : Ліндсей | Клімат : Ліндсей | Клімат : Ліндсей | Клімат : Ліндсей | Клімат : Ліндсей | Клімат : Ліндсей | Клімат : Ліндсей | Клімат : Ліндсей | Клімат : Ліндсей |
| Показник              | Січ.             | Лют.             | Бер.             | Квіт.            | Трав.            | Черв.            | Лип.             | Серп.            | Вер.             | Жовт.            | Лист.            | Груд.            | Рік              |
| Середній максимум, °C | 10,6             | 13,7             | 19,1             | 24,3             | 28,0             | 31,9             | 35,3             | 35,1             | 30,2             | 24,9             | 17,7             | 12,0             | 23,6             |
| Середній мінімум, °C  | −3,7             | −1,1             | 3,9              | 9,5              | 14,2             | 18,6             | 21,0             | 20,1             | 16,1             | 9,9              | 3,7              | −1,8             | 9,2              |
| Норма опадів, мм      | 33               | 46               | 74               | 86               | 137              | 102              | 53               | 61               | 109              | 94               | 56               | 43               | 892              |
| --------------------- | ---------------- | ---------------- | ---------------- | ---------------- | ---------------- | ---------------- | ---------------- | ---------------- | ---------------- | ---------------- | ---------------- | ---------------- | ---------------- |
| Джерело: weather.com  |                  |                  |                  |                  |                  |                  |                  |                  |                  |                  |                  |                  |                  |

## Демографія
Згідно з переписом 2010 року, у місті мешкало 2840 осіб у 1211 домогосподарстві у складі 764 родин. Густота населення становила 470 осіб/км².  Було 1393 помешкання (231/км²).
Расовий склад населення:
| - 87,9 % — білих - 6,0 % — корінних американців - 0,2 % — чорних або афроамериканців - 0,1 % — азіатів - 2,9 % — осіб інших рас |

До двох чи більше рас належало 3,0 %. Частка іспаномовних становила 6,0 % від усіх жителів.
За віковим діапазоном населення розподілялося таким чином: 23,1 % — особи молодші 18 років, 55,3 % — особи у віці 18—64 років, 21,6 % — особи у віці 65 років та старші. Медіана віку мешканця становила 41,1 року. На 100 осіб жіночої статі у місті припадало 90,2 чоловіків;  на 100 жінок у віці від 18 років та старших — 86,6 чоловіків також старших 18 років.
Середній дохід на одне домашнє господарство  становив 47 267 доларів США (медіана — 34 083), а середній дохід на одну сім'ю — 62 056 доларів (медіана — 46 250). Медіана доходів становила 41 736 доларів для чоловіків та 33 750 доларів для жінок. За межею бідності перебувало 14,3 % осіб, у тому числі 15,5 % дітей у віці до 18 років та 10,2 % осіб у віці 65 років та старших.
Цивільне працевлаштоване населення становило 1093 особи. Основні галузі зайнятості: освіта, охорона здоров'я та соціальна допомога — 21,0 %, сільське господарство, лісництво, риболовля — 18,7 %, мистецтво, розваги та відпочинок — 12,4 %, будівництво — 8,6 %.